# Легка атлетика на літніх Олімпійських іграх 1920
Змагання з легкої атлетики на літніх Олімпійських іграх 1920 були проведені з 15 по 23 серпня в Антверпені на Олімпійському стадіоні, довжина кола на якому становила біля 389,80 м.
Як на попередніх Олімпіадах, у легкоатлетичних змаганнях брали участь лише чоловіки. На Іграх в Антверпені до легкоатлетичних олімпійських змагань повернувся біг на 400 метрів з бар'єрами, біг з перешкодами та метання ваги. Поряд з 10-кілометровою дистанцією спортивної ходьби, чоловіки також змагались і на 3-кілометровій дистанції, яка не була представлена на попередніх Іграх. Порівняно з минулою Олімпіадою, організатори Ігор прибрали з програми змагань всі дисципліни метань обома руками.
Довжина кросової дистанції, яка була прокладена вздовж пересіченої місцевості поза стадіоном, становила приблизно 8000 метрів. Місце країни у командному заліку з кросу визначалось шляхом складання місць на фініші перших її трьох спортсменів, які нагороджувались медалями командного заліку.
Командна першість у бігу на 3000 метрів, що проводився на стадіоні, визначалась, як і в кросі, за результатами перших трьох представників кожної країни на фініші.
Змагання з п'ятиборства проводились в межах одного дня та включали стрибки у довжину, метання списа, біг на 200 метрів, метання диска та біг на 1500 метрів.
Першість у десятиборстві тривала два дні (замість трьох днів на попередніх Іграх). У перший день десятиборці змагались у бігу на 100 метрів, стрибках у довжину та штовханні ядра, стрибках у висоту та бігу на 400 метрів. Другий день включав змагання з метання диска, бігу на 110 метрів з бар'єрами, стрибків з жердиною, метання списа та бігу на 1500 метрів.
Довжина марафонської дистанції (42 км 750 м) була найдовшою в олімпійській історії. Старт та фініш відбувався на стадіоні.

## Призери

### Індивідуальна першість
| Дисципліни                | Золото                                                                       | Золото        | Срібло                                                                          | Срібло    | Бронза                                                             | Бронза    |
| ------------------------- | ---------------------------------------------------------------------------- | ------------- | ------------------------------------------------------------------------------- | --------- | ------------------------------------------------------------------ | --------- |
| 100 метрів                | Чарлі Педдок · США                                                           | 10,8          | Морріс Керксі · США                                                             | 10,8      | Гаррі Едвард · Велика Британія                                     | 11,0      |
| 200 метрів                | Аллен Вудрінг · США                                                          | 22,0          | Чарлі Педдок · США                                                              | 22,0      | Гаррі Едвард · Велика Британія                                     | 22,1      |
| 400 метрів                | Бевіл Радд · Південно-Африканська Республіка                                 | 49,6          | Гай Батлер · Велика Британія                                                    | 49,9      | Нільс Енгдаль · Швеція                                             | 49,9      |
| 800 метрів                | Альберт Гілл · Велика Британія                                               | 1.53,4        | Ерл Ебі · США                                                                   | 1.53,6    | Бевіл Радд · Південно-Африканська Республіка                       | 1.54,0    |
| 1500 метрів               | Альберт Гілл · Велика Британія                                               | 4.01,8        | Філіп Ноель-Бейкер · Велика Британія                                            | 4.02,3    | Лоуренс Шилдс · США                                                | 4.03,0    |
| 5000 метрів               | Жозеф Гіймо · Франція                                                        | 14.55,6       | Пааво Нурмі · Фінляндія                                                         | 15.00,0   | Ерік Бакман · Швеція                                               | 15.13,0   |
| 10000 метрів              | Пааво Нурмі · Фінляндія                                                      | 31.45,8       | Жозеф Гіймо · Франція                                                           | 31.47,2   | Джеймс Вілсон · Велика Британія                                    | 31.50,8   |
| 110 метрів з бар'єрами    | Ерл Томсон · Канада                                                          | 14,8          | Гарольд Баррон · США                                                            | 15,1      | Фег Мюррей · США                                                   | 15,1      |
| 400 метрів з бар'єрами    | Френк Луміс · США                                                            | 54,0          | Джон Нортон · США                                                               | 54,6      | Огаст Деш · США                                                    | 54,7      |
| 3000 метрів з перешкодами | Персі Годж · Велика Британія                                                 | 10.00,4       | Патрік Флінн · США                                                              | 10.21,1   | Ернесто Амброзіні · Італія                                         | 10.32,0   |
| 4×100 метрів              | США Чарлі Педдок Джексон Шольц Лорен Мерчісон Морріс Керксі                  | 42,2          | Франція Рене Лорен Рене Тірар Рене Мурлон Еміль Алі-Хан                         | 42,5      | Швеція Агне Хольмстрем Вільям Петерссон Свен Мальм Нільс Сандстрем | 42,8      |
| 4×400 метрів              | Велика Британія Сесіл Гріффітс Роберт Ліндсей Джон Ейнсворт-Девіс Гай Батлер | 3.22,2        | Південно-Африканський Союз Генрі Дафел Кларенс Олдфілд Джек Остерлак Бевіл Радд | 3.23,0    | Франція Жорж Андрі Гастон Фері Моріс Дельвар Андре Дево            | 3.23,5    |
| Ходьба 3000 метрів        | Уго Фріджеріо · Італія                                                       | 13.14,2       | Джордж Паркер · Австралія                                                       | 13.19,6   | Річард Ремер · США                                                 | 13.22,2   |
| Ходьба 10000 метрів       | Уго Фріджеріо · Італія                                                       | 48.06,2       | Джозеф Пірмен · США                                                             | 49.40,2   | Чарльз Ганн · Велика Британія                                      | 49.43,9   |
|                           |                                                                              |               |                                                                                 |           |                                                                    |           |
| Марафон                   | Ганнес Колехмайнен · Фінляндія                                               | 2:32.35,8     | Юрі Лоссманн · Естонія                                                          | 2:32.48,6 | Валеріо Аррі · Італія                                              | 2:36.32,8 |
|                           |                                                                              |               |                                                                                 |           |                                                                    |           |
| Крос                      | Пааво Нурмі · Фінляндія                                                      | 27.15,0       | Ерік Бакман · Швеція                                                            | 27.17,6   | Гейккі Лійматайнен · Фінляндія                                     | 27.37,0   |
|                           |                                                                              |               |                                                                                 |           |                                                                    |           |
| Стрибки у висоту          | Річмонд Лендон · США                                                         | 1,936         | Гарольд Мюллер · США                                                            | 1,90      | Бо Екелунд · Швеція                                                | 1,90      |
| Стрибки з жердиною        | Френк Фосс · США                                                             | 4,09          | Генрі Петерсен · Данія                                                          | 3,70      | Едвін Маєрс · США                                                  | 3,60      |
| Стрибки у довжину         | Вільям Петерссон · Швеція                                                    | 7,15          | Карл Джонсон · США                                                              | 7,095     | Ерік Абрагамссон · Швеція                                          | 7,08      |
| Потрійний стрибок         | Вільхо Туулос · Фінляндія                                                    | 14,505        | Фольке Янссон · Швеція                                                          | 14,48     | Ерік Альмлеф · Швеція                                              | 14,27     |
| Штовхання ядра            | Вілле Перхеля · Фінляндія                                                    | 14,81         | Елмер Нікландер · Фінляндія                                                     | 14,155    | Гаррі Ліверседж · США                                              | 14,15     |
| Метання диска             | Ельмер Нікландер · Фінляндія                                                 | 44,685        | Армас Тайпале · Фінляндія                                                       | 44,19     | Гас Поуп · США                                                     | 42,13     |
| Метання молота            | Патрік Раян · США                                                            | 52,875        | Карл Лінд · Швеція                                                              | 48,43     | Базіль Беннетт · США                                               | 48,25     |
| Метання ваги              | Патрік Макдональд · США                                                      | 11,265        | Патрік Раян · США                                                               | 10,965    | Карл Лінд · Швеція                                                 | 10,255    |
| Метання списа             | Йоонас Мюуря · Фінляндія                                                     | 65,78         | Урхо Пелтонен · Фінляндія                                                       | 63,605    | Пааво Йоганссон · Фінляндія                                        | 63,095    |
|                           |                                                                              |               |                                                                                 |           |                                                                    |           |
| П'ятиборство              | Ееро Лехтонен · Фінляндія                                                    | 14 очок       | Еверетт Бредлі · США                                                            | 24        | Хуго Лахтінен · Фінляндія                                          | 26        |
| Десятиборство             | Хельге Левланд · Норвегія                                                    | 6803,355 очка | Брутус Гамільтон · США                                                          | 6771,085  | Бертіль Ольсон · Швеція                                            | 6580,030  |

### Командна першість
| Дисципліна  | Золото                                                                       | Золото  | Срібло                                                                  | Срібло | Бронза                                                          | Бронза |
| ----------- | ---------------------------------------------------------------------------- | ------- | ----------------------------------------------------------------------- | ------ | --------------------------------------------------------------- | ------ |
| 3000 метрів | США Гел Браун (1 очко) Арлі Шардт (3) Айван Дрессер (6)                      | 10 очок | Велика Британія Джо Блюїтт (5) Альберт Гілл (7) Вільям Сігроув (8)      | 20     | Швеція Ерік Бакман (2) Свен Лундгрен (10) Едвін Віде (12)       | 24     |
| Крос        | Фінляндія Пааво Нурмі (1 очко) Гейккі Лійматайнен (3) Теодор Коскенніємі (6) | 10 очок | Велика Британія Джеймс Вілсон (4) Антон Хегарті (5) Альфред Ніколс (12) | 21     | Швеція Ерік Бакман (2) Густаф Маттссон (10) Гільдінг Екман (11) | 23     |

## Медальний залік
| Місце | Країна                     | Золото | Срібло | Бронза | Загалом |
| ----- | -------------------------- | ------ | ------ | ------ | ------- |
| 1     | США                        | 9      | 12     | 8      | 29      |
| 2     | Фінляндія                  | 9      | 4      | 3      | 16      |
| 3     | Велика Британія            | 4      | 4      | 4      | 12      |
| 4     | Італія                     | 2      | 0      | 2      | 4       |
| 5     | Швеція                     | 1      | 3      | 10     | 14      |
| 6     | Франція                    | 1      | 2      | 1      | 4       |
| 7     | Південно-Африканський Союз | 1      | 1      | 1      | 3       |
| 8     | Канада                     | 1      | 0      | 0      | 1       |
| 8     | Норвегія                   | 1      | 0      | 0      | 1       |
| 10    | Австралія                  | 0      | 1      | 0      | 1       |
| 10    | Данія                      | 0      | 1      | 0      | 1       |
| 10    | Естонія                    | 0      | 1      | 0      | 1       |